# إليزابيث كاونسل
إليزابيث كاونسل (بالإنجليزية: Elizabeth Counsell)‏ هي ممثلة بريطانية، ولدت في 7 يونيو 1942 في ونزر في المملكة المتحدة.

## أعمال

### أفلام
- (1963) من روسيا مع الحب[3]

## وصلات خارجية
- إليزابيث كاونسل على موقع IMDb (الإنجليزية)
- إليزابيث كاونسل على موقع ميوزك برينز (الإنجليزية)
- إليزابيث كاونسل على موقع أول موفي (الإنجليزية)
- إليزابيث كاونسل على موقع إن إن دي بي (الإنجليزية)